# Monark Line

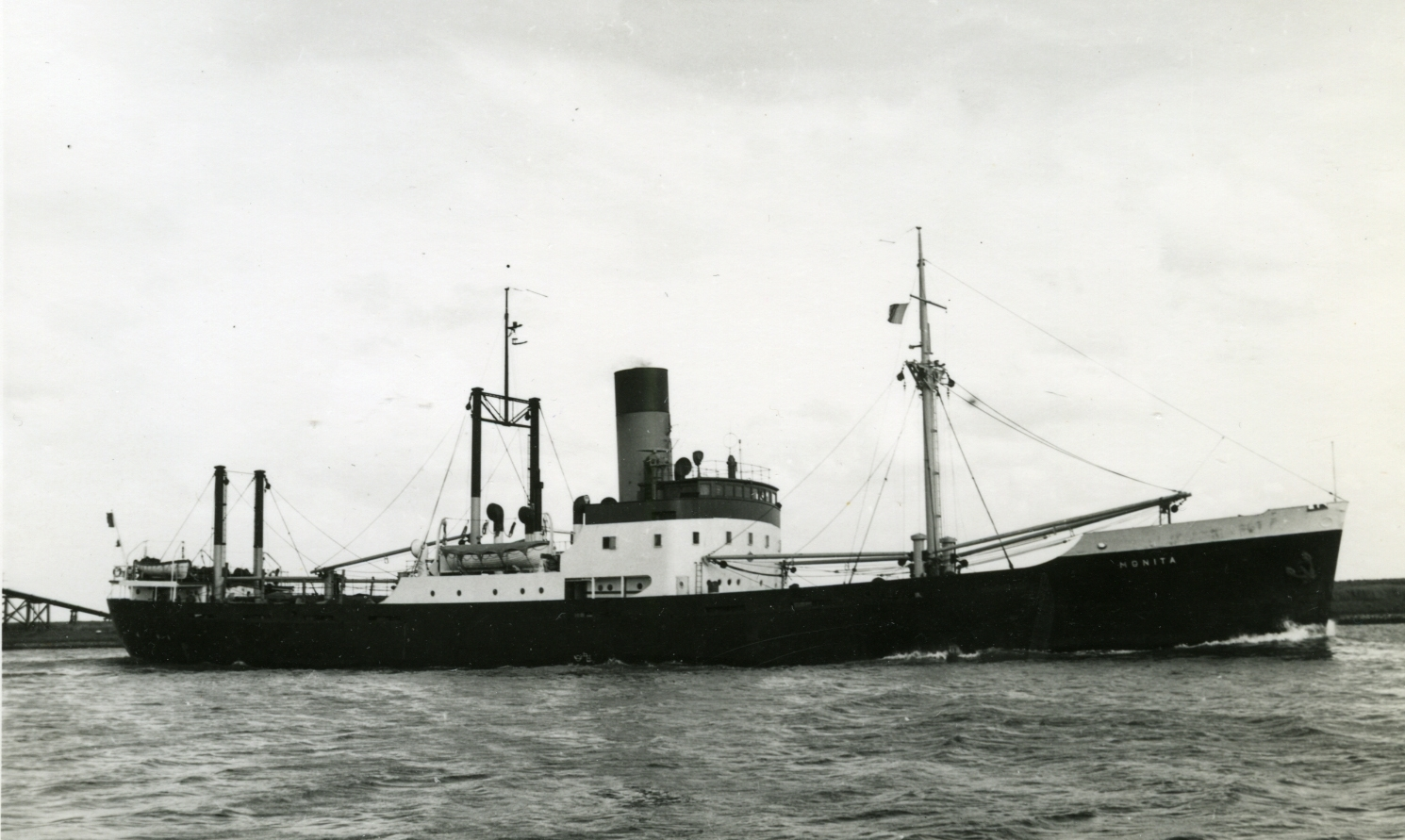
S/S Monita, byggd 1945 på Lödöse varv och Götaverken

Monark Line AB var ett svenskt rederi mellan 1927 och 1983. Monark grundades av Arnold de Champs 1928 och bedrev lasttrafik på trader i Europa med egna fartyg, samt under de senare åren  i ökande utsträckning med chartrade fartyg.
Arnold de Champs överlämnade ledningen av rederiet 1971 till sin son Thomas de Champs (1928–2012). Denne drev rederiet fram till 1983, från 1974 enbart med chartrade fartyg.